# Lytogaster abdominalis
Lytogaster abdominalis är en tvåvingeart som först beskrevs av Christian Stenhammar 1844.  Lytogaster abdominalis ingår i släktet Lytogaster och familjen vattenflugor. Arten är reproducerande i Sverige. Inga underarter finns listade i Catalogue of Life.